# Athlītikos Omilos Trikala 2017-2018
Questa voce raccoglie le informazioni riguardanti l'Athlītikos Omilos Trikala nelle competizioni ufficiali della stagione 2017-2018.

## Rosa
| N. |                    | Ruolo | Calciatore          |
| -- | ------------------ | ----- | ------------------- |
| 2  | Grecia (bandiera)  | D     | Xenofon Panos       |
| 3  | Grecia (bandiera)  | D     | Vasilios Golias     |
| 5  | Grecia (bandiera)  | D     | Angelos Vertzos     |
| 6  | Grecia (bandiera)  | C     | Antonis Tsiaras     |
| 7  | Albania (bandiera) | A     | Rodion Zguri        |
| 9  | Grecia (bandiera)  | A     | Andreas Tsipras     |
| 11 | Serbia (bandiera)  | C     | Kristijan Miljević  |
| 13 | Brasile (bandiera) | D     | Leandro Pinto       |
| 14 | Grecia (bandiera)  | C     | Panagiotis Manolis  |
| 18 | Grecia (bandiera)  | A     | Aristidis Parthenis |
| 20 | Grecia (bandiera)  | A     | Dimitrios Sialmas   |
| 21 | Grecia (bandiera)  | C     | Dimitrios Grontis   |
| 23 | Grecia (bandiera)  | D     | Stratos Chintzidis  |
| 24 | Grecia (bandiera)  | D     | Angelos Zisis       |
| 26 | Grecia (bandiera)  | C     | Athanasios Ntinas   |

| N. |                    | Ruolo | Calciatore            |
| -- | ------------------ | ----- | --------------------- |
| 30 | Grecia (bandiera)  | P     | Manolis Apostolidis   |
| 31 | Grecia (bandiera)  | C     | Kyriakos Andreopoulos |
| 33 | Grecia (bandiera)  | C     | Christos Katsantonis  |
| 39 | Grecia (bandiera)  | D     | Dimitrios Kotsonis    |
| 44 | Grecia (bandiera)  | D     | Charalampos Myrsinias |
| 66 | Grecia (bandiera)  | P     | Nikolaos Voutselas    |
| 68 | Grecia (bandiera)  | A     | Dimitrios Kapos       |
| 77 | Serbia (bandiera)  | C     | Nemanja Tomić         |
| 87 | Serbia (bandiera)  | C     | Miloš Jokić           |
|    | Grecia (bandiera)  | C     | Grīgorīs Makos        |
|    | Brasile (bandiera) | A     | Alexandre D'Acol      |
|    | Serbia (bandiera)  | C     | Vladan Milosavljev    |
|    | Grecia (bandiera)  | A     | Nikolaos Giannitsanis |
|    | Grecia (bandiera)  | P     | Nikolaos Gidopoulos   |